# Nesokia bunnii
Espèce
Statut de conservation UICN

 EN A2c : En danger
Nesokia bunnii  est une espèce de rongeurs de la sous-famille des Murinae.

## Distribution
Cette espèce est endémique d'Irak, elle se rencontre à la jonction du Tigre et de l'Euphrate.

## Publication originale
- Khajuria, 1981 : A new bandicoot rat, Erythronesokia bunnii gen. et sp. nov. (Rodentia, Muridae) from Iraq. Bulletin of the Natural History Research Centre University of Baghdad, vol. 7, n. 4, p. 157-164.